# はめ殺し
はめ殺し（はめころし、はめごろし）とは、窓枠に直接ガラスだけをはめ込み、開閉ができないように固定している窓のこと。はめ殺し窓（はめころしまど、はめごろしまど）、フィックス窓（フィックスまど、英：Fixed window）、FIX窓ともいう。「フィックス（Fix）」は「固定する」の意。
主に採光の目的で用いられるもので、通風の機能が不要な場合に採用されることが多い。開閉できないので清掃方法には配慮が必要となるが、明快なイメージから好んで採用されるケースが多い。
車では主にワンボックスカーでよく用いられている。
脚注
1. 1 2  中山繁信、長沖充、杉本龍彦、片岡菜苗子『窓がわかる本　設計のアイデア32』学芸出版社、2016年、134頁。